# 小島三郎

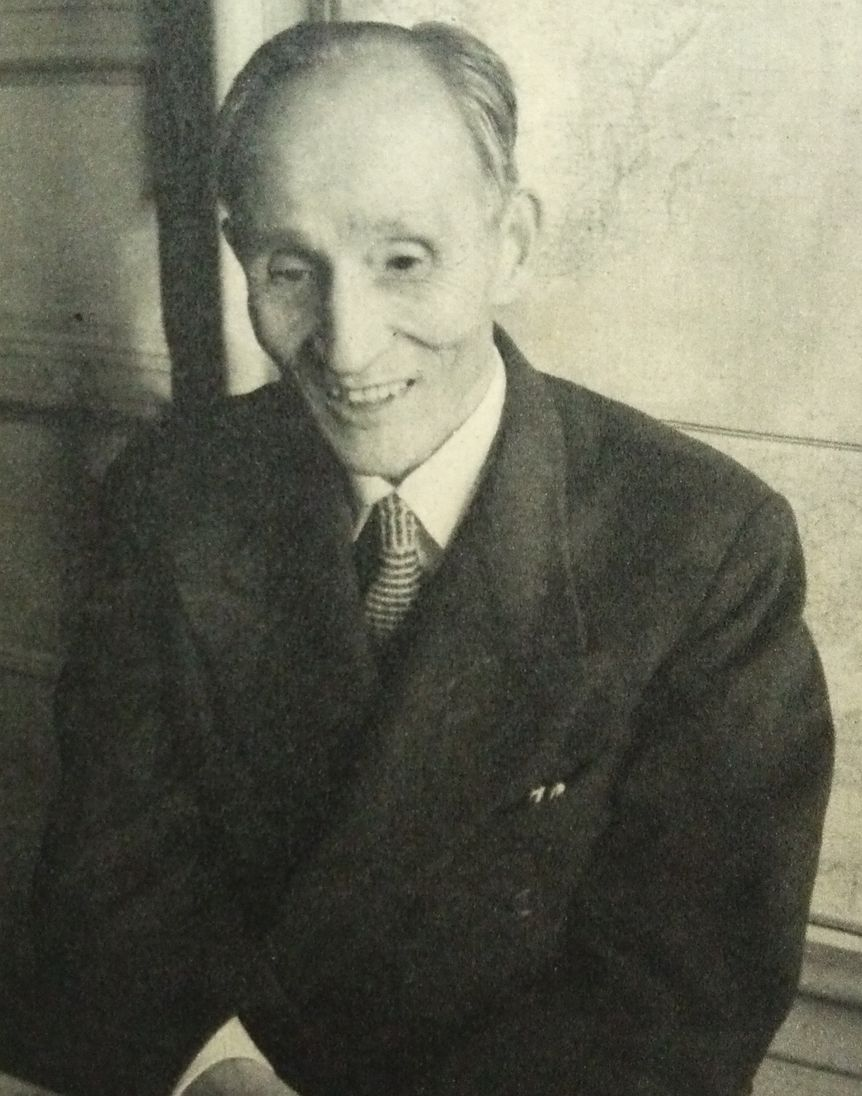
小島三郎

小島 三郎（こじま さぶろう、1888年〈明治21年〉8月21日 - 1962年〈昭和37年〉9月9日）は、日本の医師。学位は、医学博士。東京帝国大学教授、国立予防衛生学研究所長を歴任。岐阜県各務原市出身。

## 人物
- 旧姓は巖田（いわた）。岐阜中学校（現・岐阜県立岐阜高等学校）卒業後、実業家を目指して東京高等商業学校（現・一橋大学）に入学したが、21歳の時に羽島郡中屋村（現・各務原市）の叔母の小島家に養子にだされ、小島姓となる[1]。小島家が代々医者であったため、家業を継ぐために東京高等商業学校を中退している。
- 医学界のみならず、スポーツ界においても、1936年（昭和13年）に全日本スキー連盟会長に就任、スキーの指導者の検定制度を設けるなど、近代日本スキーの基礎をつくりあげている。
- 伝染病予防、予防衛生学、公衆衛生など、病気の予防に対する研究を終生行っている。研究内容は防疫、予防、上下水道、大気汚染、食中毒と多岐にわたる。特に、予防衛生学の基礎確立に尽力している。コレラ、腸チフス、赤痢の消化器系伝染病の撲滅を目指し、赤痢についてはSS寒天培地、検査法の改良に力を注いでいる。
- インフルエンザに対してまだ国内で関心が無い時、インフルエンザウイルス研究を始めている。

## 来歴
- 1888年（明治21年） - 岐阜県羽栗郡河田島村（現・各務原市川島河田町）にて巖田弾之丞の三男として生まれる。
- 1909年（明治42年） - 東京高等商業学校中退。第七高等学校造士館へ入学。
- 1912年（明治45年） - 第七高等学校を卒業。東京帝国大学医科大学に入学。
- 1916年（大正5年） - 東京帝国大学医科大学卒業。
- 1917年（大正6年） - 伝染病研究所に入所。技手として附属病院で診療を行う。
- 1920年（大正9年） - 医学博士の学位を取得。
- 1926年（大正15年） - 細菌学、衛生研究の為、2年間ドイツへ留学。
- 1935年（昭和10年） - 東京帝国大学教授に任じられる。
- 1947年（昭和22年） - 国立予防衛生研究所設立とともに副所長として就任。
- 1954年（昭和29年） - 国立予防衛生研究所所長に就任。
- 1958年（昭和33年） - 国立予防衛生研究所所長勇退。保健文化賞受賞。

## その他
- 幼少時より頭が良く神童といわれていた。事実特例として、満4歳で松原島尋常小学校（現・各務原市立川島小学校）に入学している。
- スポーツ万能であり、中学で野球、第七高等学校でボート、大学では馬術、水泳、スキーなどで活躍していたという。
- 1919年（大正8年）に伝染病研究所を辞めて中屋村の家業の医院を継いでいる。しかし、伝染病研究所の再三の要請や、研究を続けたいという思いもあり、1年半で家業を譲り、再び伝染病研究所に入所している。
- 組織の上に立つことを嫌っており、伝染病研究所時代は「長」の付く役職は全て断っていたという。国立予防衛生研究所設立には所長就任の話もあったのだが固辞しており、説得の上、副所長という肩書きとなったという。
- 娘の露子は東京大学医学部助教授・東京共済病院長中川圭一に嫁ぐ。参議院議員・環境大臣の中川雅治は孫。
- 彼の功績をたたえ、1965年（昭和40年）より、小島三郎記念賞が設定され、病原微生物学、感染症、公衆衛生学に対する優れた研究、技術に対し贈られている。
- 使用していた医療器具、愛用品、手紙などは、各務原市木曽川文化史料館などに保管してある。また出生地の一画には、旧川島町が設置した記念碑、各務原市が設置した案内板が建っている。